# Ahn Byeong-keun
Ahn Byeong-keun (Koreaans: 안병근–) (Daegu, 23 februari 1962) is een Zuid-Koreaans judoka.
Ahn behaalde tijdens de Olympische Zomerspelen 1984 zijn grootste succes door in de finale de regerend kampioen Ezio Gamba te verslaan. Ahn werd in eigen land in 1985 wereldkampioen. Tijdens de spelen in eigen land in 1988 verloor Ahn in de tweede ronde van het halfmiddengewicht.

## Resultaten
- Olympische Zomerspelen 1984 in Los Angeles  in het lichtgewicht
- Wereldkampioenschappen judo 1985 in Seoel  in het lichtgewicht
- Aziatische Spelen 1986 in Seoel  in het lichtgewicht
- Olympische Zomerspelen 1988 in Seoel 20e in het halfmiddengewicht

1964: Takehide Nakatani ·
1972: Takao Kawaguchi ·
1976: Héctor Rodríquez ·
1980: Ezio Gamba ·
1984: Ahn Byeong-keun ·
1988: Marc Alexandre ·
1992: Toshihiko Koga ·
1996: Kenzo Nakamura ·
2000: Giuseppe Maddaloni ·
2004: Lee Won-hee ·
2008: Elnur Mammadli · 
2012: Mansoer Isajev · 
2016: Shohei Ono · 
2020: Shohei Ono · 
2024: Hidayet Heydarov
- Virtual International Authority File: 14154590071443080223